# Naufragio di Lampedusa del 3 ottobre 2013
La tragedia di Lampedusa è stata il naufragio di un'imbarcazione libica usata per il trasporto di migranti avvenuto il 3 ottobre 2013 a poche miglia dal porto di Lampedusa.
Il naufragio provocò 368 morti accertati e circa 20 dispersi presunti, numeri che la pongono come una delle più gravi catastrofi marittime nel Mediterraneo dall'inizio del XXI secolo.
I superstiti salvati furono 155, di cui 41 minori (uno solo accompagnato dalla famiglia).

## La dinamica

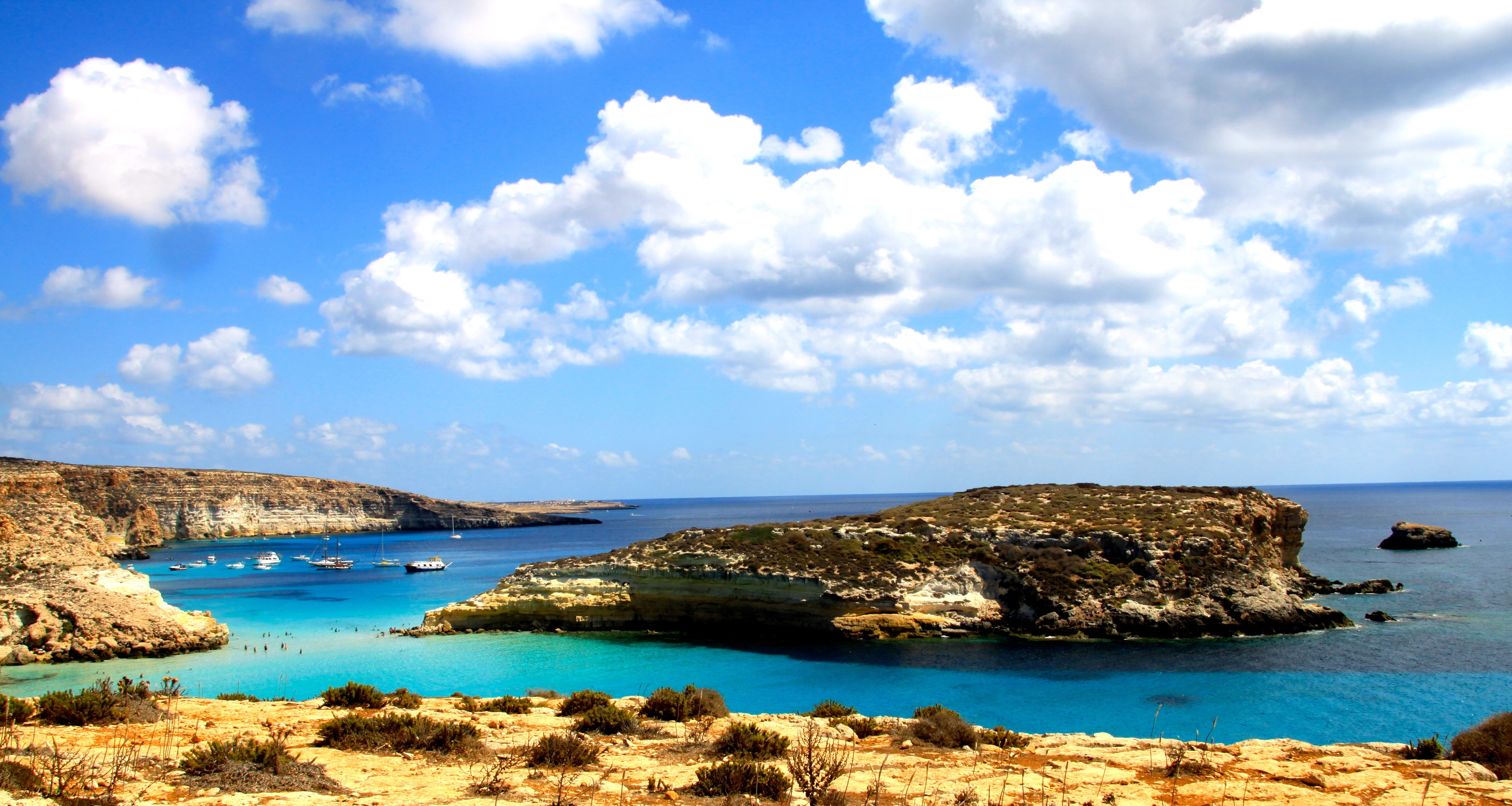
L'Isola dei Conigli, al largo della quale avvenne il naufragio

L'imbarcazione era un peschereccio lungo circa 66 piedi (20 metri), salpato dal porto libico di Misurata il 1º ottobre 2013, con a bordo migranti di origine eritrea ed etiope.
La barca era giunta a circa mezzo miglio dalle coste lampedusane quando i motori si bloccarono, poco lontano dall'Isola dei Conigli. Per attirare l'attenzione delle navi in transito, l'assistente del capitano agitò uno straccio infuocato producendo molto fumo. Ciò spaventò parte dei passeggeri, i quali si spostarono da un lato dell'imbarcazione stracolma, che ruotò su sé stessa tre volte prima di inabissarsi.
Alle 7:00 circa alcune imbarcazioni civili e pescherecci locali notarono i naufraghi e lanciarono l'allarme, caricando a bordo la maggior parte dei superstiti. In seguito a testimonianze, sorsero dubbi in merito ai tempi di arrivo dei soccorsi da parte della Guardia costiera che apparentemente impiegò circa un'ora per raggiungere il luogo del naufragio.

## Numero delle vittime
A seguito delle prime operazioni di recupero, furono recuperati 194 cadaveri; il numero delle vittime fu stimato tra i 325 e 363 individui.
Altri 108 corpi furono recuperati entro il 9 ottobre, quando fu possibile accedere alla parte interna dello scafo dell'imbarcazione poggiata sul fondo a circa 47 metri di profondità.
Quando il numero dei corpi recuperati era di 302, 210 di essi appartenevano a uomini, 83 a donne e 9 a bambini.
L'11 ottobre fu riferito che tutti i corpi erano stati recuperati dal relitto e che il numero dei morti aveva raggiunto i 339.
A quel momento si riteneva vi fossero circa 50 corpi di dispersi, e le ricerche continuarono usando aerei e dispositivi robotici.
Altri 20 corpi furono recuperati il 12 ottobre, portando il totale delle vittime accertate a 366.
Secondo le dichiarazioni di alcuni sopravvissuti, il barcone avrebbe avuto a bordo 518 persone; il numero risulterebbe dai conteggi dei pulmini che li trasportarono a Misurata in vista dell'imbarco. Tuttavia, la somma dei 155 superstiti e dei 366 corpi recuperati (360 eritrei e 6 etiopi) dà un totale di 521, a cui potrebbero essere sommati un'ulteriore possibile ventina di dispersi. Secondo la testimonianza del superstite eritreo Mussiie Ghebberhiert, le persone imbarcate erano invece 545, in massima parte eritrei.

## Identificazione delle salme ed esequie
Da tutta Europa giunsero congiunti delle vittime per l'identificazione delle salme, che però fu difficoltosa ad eccezione per il primo centinaio di corpi recuperati; fu altresì difficile identificare i corpi in stato avanzato di decomposizione.
I feretri, identificati o meno, furono inumati in vari cimiteri della Sicilia.
Ad Agrigento fu celebrata una cerimonia funebre ufficiale, senza bare, a fine ottobre.

## Costo del viaggio
I superstiti riferirono che per uscire dall'Eritrea erano necessari 600 dollari, per il tragitto fino a Khartoum 800 dollari, per arrivare in Libia altri 800 dollari, e 1600 dollari per la sola traversata del Mediterraneo.
Alcuni giovani raccontarono di essere stati rapiti in Libia e trasferiti in prigioni clandestine nel Sinai dove per il loro rilascio venivano chiesti riscatti alle famiglie o al regime eritreo.

## Indagati
Il capitano dell'imbarcazione, Khaled Ben-salam, tunisino di 35 anni, risultava precedentemente espulso dall'Italia ad aprile 2013. Il 30 giugno 2015 il Tribunale di Agrigento lo ritiene responsabile di omicidio colposo plurimo, condannandolo a 18 anni di carcere. Ben-salam si è dichiarato un semplice "passeggero" e non membro dell'equipaggio.
I superstiti del naufragio furono inseriti nel registro degli indagati e accusati di reato di clandestinità per essere entrati in Italia illegalmente secondo le leggi sull'immigrazione vigenti al'epoca.
Non fu aperta alcuna inchiesta o indagine in merito a eventuali errori e ritardi nei soccorsi.
Il 13 febbraio 2015 la Corte d'assise di Agrigento condannò a 30 anni di reclusione il somalo Mouhamud Elmi Muhidin, uno dei trafficanti organizzatori del viaggio .

## Reazioni
In Eritrea, dopo la strage, la dittatura di Isaias Afewerki vietò l'affissione dei manifesti funebri con i nomi delle vittime.
Con riferimento al naufragio e alle vittime, Papa Francesco dichiarò: "Pregate Dio per l'anima delle vittime del naufragio al largo delle coste di Lampedusa".
Il Presidente del Consiglio italiano Enrico Letta scrisse su Twitter che si è trattato di "una tragedia immensa"; il suo Consiglio dei Ministri proclamò una giornata di lutto nazionale per onorare le vittime del naufragio.
Il Presidente della Repubblica Giorgio Napolitano dichiarò: "Provo vergogna e orrore; è necessario rivedere le leggi anti-accoglienza".
Nei cortei studenteschi dell'11 ottobre 2013 vi furono numerosi cori di protesta contro la legge Bossi-Fini.
In risposta alla tragedia, il commissario europeo per gli affari interni Cecilia Malmström sollecitò l'Unione europea a incrementare le attività di ricerca nel Mediterraneo con pattuglie di soccorso e intervento dedicate a intercettare le imbarcazioni di migranti attraverso l'agenzia Frontex, dichiarando: "Facciamo in modo che ciò che è accaduto a Lampedusa sia un campanello d'allarme per aumentare il sostegno e la solidarietà reciproca, e per evitare tragedie simili in futuro".
Il 9 ottobre il Presidente della Commissione europea José Manuel Barroso e il Presidente del Consiglio italiano Enrico Letta visitarono Lampedusa, venendo duramente contestati dalla popolazione dell'isola al grido di "assassini" e "vergogna". Barroso dichiarò che 30 000 000 di euro sarebbero stati stanziati dall'Unione europea per aiutare i rifugiati in Italia.
In seguito al naufragio vi furono critiche alle leggi che regolavano l'immigrazione in Italia, ovvero la legge Bossi-Fini, la legge Turco-Napolitano e il decreto Maroni, chiedendone la riforma o l'abrogazione.
L'arcivescovo tedesco Reinhard Marx, in merito all'accaduto, affermò: "Anche se l'Europa non può materialmente accogliere tutti, non possiamo consentire che alcuno sia spinto oltre la soglia della morte".
Il 24 ottobre 2013 la sindaca di Lampedusa e Linosa Giusi Nicolini e il Presidente della Regione Siciliana Rosario Crocetta furono ricevuti a Bruxelles dal Presidente del Parlamento europeo Martin Schulz, al quale chiesero di intervenire al più presto a una revisione delle leggi europee in materia di asilo politico, definendo la Bossi-Fini-Maroni una "risposta ignominiosa a una domanda di tipo umanitario".
Ci furono polemiche anche per i mancati funerali di Stato per le vittime, dato che erano stati in precedenza annunciati dal ministro dell'interno Angelino Alfano.
In seguito alle numerose azioni di solidarietà e accoglienza da parte della comunità dell'isola, il settimanale italiano l'Espresso aprì una raccolta firme affinché Lampedusa fosse candidata a ricevere il Nobel per la pace e affinché la data del 3 ottobre fosse riconosciuta quale "Giornata della memoria e dell'accoglienza".
Il 15 aprile 2015 la Camera dei deputati approvò con 287 voti favorevoli, 72 contrari e 20 astenuti l'istituzione del 3 ottobre quale data della "Giornata nazionale in memoria delle vittime dell'immigrazione". Il Senato della Repubblica ha poi ratificato tale decisione il 16 marzo 2016.

## Conseguenze
In seguito al naufragio di Lampedusa il governo Letta decise di rafforzare il dispositivo nazionale per il pattugliamento del Canale di Sicilia autorizzando l'Operazione Mare nostrum, una missione militare ed umanitaria la cui finalità era prestare soccorso ed evitare il ripetersi di altri tragici eventi nel Mediterraneo.
A partire da novembre 2014, l'operazione Mare nostrum fu sostituita da Frontex Plus, programma dell'UE che mirava al controllo delle frontiere.

## Nella cultura di massa
- Il 20 giugno 2023 debutta al Piccolo Teatro Grassi di Milano lo spettacolo Naufraghi senza volto di Renato Sarti, con Laura Curino e lo stesso Sarti, prodotto dal Teatro della Cooperativa. Il testo, tratto dall'omonimo libro del medico legale Cristina Cattaneo, racconta il naufragio del 3 ottobre e le conseguenti operazioni di recupero delle salme da parte del Labanof (Laboratorio di Antropologia e Odontologia Forense dell'Università degli Studi di Milano).[10]